# Enicospilus orientalis
Enicospilus orientalis là một loài tò vò trong họ Ichneumonidae.